# 幸田町立幸田中学校
幸田町立幸田中学校（こうたちょうりつ こうたちゅうがっこう）とは､愛知県額田郡幸田町にある公立の中学校である。

## 概要
- 幸田町立中央小学校校区、幸田町立荻谷小学校及び幸田町立豊坂小学校校区の一部（野場、永野、須美）の生徒が通学する[1]。

## 沿革
- 1947年（昭和22年）4月 - 幸田村立幸田（こうだ）中学校として開校。本校は旧・青年学校校舎を転用し、3年生のみ収容。坂崎小学校に坂崎分校、幸田小学校に幸田分校、荻谷小学校に荻谷分校、深溝小学校に深溝分校を設置し、各分校に1・2年生を収容する。
- 1948年（昭和23年）
  - 9月1日 - 坂崎分校を廃止。坂崎分校の生徒は幸田分校に移る。
  - 9月25日 - 新校舎が完成する。荻谷分校、深溝分校を廃止する。
- 1949年（昭和24年）1月8日 - 幸田分校を廃止する。
- 1950年（昭和25年）1月23日 - 本館が完成する。
- 1952年（昭和27年）4月1日 - 幸田村が町制施行し、幸田町（こうだちょう）となる。同時に幸田町立幸田中学校に改称する。
- 1954年（昭和29年）8月1日 -
  - 幸田町と幡豆郡豊坂村が合併し、額田郡幸田町（こうたちょう）となる。同時に町名に合わせて、幸田中学校の読みが「こうだちゅうがっこう」から「こうたちゅうがっこう」に変更される。
  - 豊坂村立豊坂中学校を統合する。旧・豊坂中学校は幸田中学校豊坂教室となる。
- 1955年（昭和30年）3月29日 - 南校舎が完成する。豊坂教室を廃止する。
- 1962年（昭和37年）3月19日 - 新校舎（鉄筋コンクリート造）が完成する。
- 1969年（昭和44年）4月2日 - 体育館が完成する。
- 1976年（昭和51年）3月9日 - 新校舎が完成する。
- 1983年（昭和58年）4月 - 幸田町立南部中学校を分離する。
- 1986年（昭和61年）2月25日 - 特別棟が完成する。
- 1987年（昭和62年）2月14日 - 武道館が完成する。
- 1989年（平成元年）4月 - 幸田町立北部中学校を分離する。

## 交通アクセス
- 東海道本線幸田駅下車、徒歩約15分。

## 周辺施設
- 幸田町立中央小学校
- 幸田町立豊坂小学校
- 幸田町立荻谷小学校
- 幸田町役場
- ハッピネス・ヒル・幸田
  - 幸田町民会館
  - 幸田町立図書館
  - 幸田町民プール
- 幸田町消防本部
- 東海道本線幸田駅

## 出身者
- 成瀬敦 - 第9代幸田町長[2]